# Strickland (rivière)
Pour les articles homonymes, voir Strickland.
La Strickland est une rivière de Papouasie-Nouvelle-Guinée, c'est un des deux principaux affluents du fleuve Fly.